# Pseudophoxinus libani
Pseudophoxinus libani är en fiskart som först beskrevs av Lortet, 1883.  Pseudophoxinus libani ingår i släktet Pseudophoxinus och familjen karpfiskar. Inga underarter finns listade i Catalogue of Life.